# Stages: Three Days in Mexico
Stages: Three Days in Mexico es el quinto álbum de vídeo de la artista estadounidense Britney Spears. Fue lanzado en diciembre de 2002 a través de Jive Records. Es un DVD documental que presenta al ícono del pop Britney Spears durante un momento crucial de su carrera. Lanzado en 2002, el DVD ofrece una mirada íntima detrás de escena de la gira Dream Within a Dream de Spears cuando llegó a su fin en la Ciudad de México.

## Antecedentes
El 18 de septiembre de 2002, Jive Records anunció el lanzamiento de un libro fotográfico y un DVD titulado Stages y Stages: Three Days in Mexico. El DVD fue dirigido por Albert Maysles y narra su estancia en México y Japón. Spears explicó el lanzamiento diciendo: "Quería compartir con mis fans todas las cosas que nunca llegan a ver y que lo hacen tan especial para mí. Es mi forma de decir gracias". Mientras Britney Spears se acercaba a su cumpleaños número 21, estaba en la cima de su fama y lidiaba con las presiones que la acompañaban. El documental captura sus reflexiones sobre la fama, la actuación y su futuro en la industria de la música.

## Contenido
El DVD incluye imágenes de ensayos, actuaciones y momentos sinceros de Spears y su equipo mientras navegan por las complejidades de la gira. También incluye entrevistas con Big Rob, Felecia, Richard Channer y Spears donde ella habla de sus pensamientos y sentimientos sobre su vida y carrera.

| N.º | Título                          | Duración |  |
| 1.  | «Interactive Book»              |          |  |
| 2.  | «Movie»                         | 1:00:18  |  |
| 3.  | «Special Features»              |          |  |
| 4.  | «Brtiney in Japan & Interviews» | 29:18    |  |

## Fotolibro
En Japón se publicó un fotolibro titulado Stages: Britney Spears. Cuenta con 104 páginas de fotografías, incluidas imágenes de Britney Spears y momentos de su cuarta gira mundial, 'Dream Within a Dream', que abarcó durante los años 2001 a 2002 para promocionar su álbum homónimo, Britney. El fotolibro también incluye un póster de Spears recostada en una cama con flores. En la última página incluye adjunto el DVD de Stages: Three Days in Mexico.